# Канна (приток Карасу)
Канна (яп. 神流川 канна-гава) — река в Японии в регионе Канто на острове Хонсю, приток реки Карасу, притока Тоне. Протекает по территории префектур Гумма и Сайтама.
Река берёт своё начало под горой Микуни на границе префектур Нагано, Гумма и Сайтама, откуда она течёт сперва на север, а после на восток, петляя по нагорью Тано (горы Канто). Канна протекает через одноимённый посёлок, после чего образует границу префектур Гумма и Сайтама и впадает в Карасу недалеко от её устья.
Длина Канны составляет 87,4 км, территория её бассейна — 407 км². На территории её бассейна проживает 29 тыс. человек.
В низовьях реку перекрывает плотина Симокубо (下久保ダム), образующее водохранилище Канна. Ниже плотины река образует речные террасы.